# ついったーさん
『ついったーさん』は、槻木こうすけによる漫画。ソーシャル・ネットワーキング・サービス（SNS）を擬人化したキャラクターたちを描く4コマ漫画で、2015年（平成27年）に作者のTwitterでweb版の公開を開始。その後、『月刊コミックアライブ』2016年2月号（2015年（平成27年）12月26日発売）に「前略。SNSと暮らしています。」のタイトルで読み切り掲載ののち、2016年6月号から2019年1月号まで連載された。

## 登場人物
ユーザーさん
SNSユーザーの男性会社員。LINEユーザーの妹がいる。
ついったーさん
青い鳥に似たポニーテールがトレードマークの女の子。いつもTwitterの新機能を模索しているが、ユーザーさんを困らせてしまうことも多い。
ふぇいすぶっくさん
知りたがりで、ユーザーさんの出身校や趣味、引越し前の住所まで聞き出そうとする。趣味は、どこかから拾ってきた卒業アルバムを眺めること。
いんすたぐらむさん
ふぇいすぶっくさんの妹。写真を撮ることが好きで、口数は少ない。
らいんさん
温厚な性格であるが、既読スルーを相手に伝えるなど、無意識にトゲがある行動も。
すかいぷさん
SNSの中ではお姉さん的存在。寝起きにはなぜかアップデートを勧めてくる。
みくしぃさん
ついったーさんたちの大先輩。ある日を境にゲーム開発を始める。
中央線の終電ちゃん
「ついったーさん」×「終電ちゃん」コラボ企画として、月刊コミックアライブ4月号（2017年（平成29年））と第2巻収録の合作4コマに登場。JR中央線の最終電車を擬人化したキャラクター。
ユーザーさんが終電について知りたがっていたため、ついったーさんが彼女を紹介した。

## 書誌情報
- 槻木こうすけ『ついったーさん』 KADOKAWA〈MFコミックスアライブシリーズ〉、全3巻
  1. 2017年（平成29年）2月23日発売 ISBN 978-4-04-069036-0
  2. 2018年（平成30年）2月23日発売 ISBN 978-4-04-069680-5
  3. 2019年（平成31年）1月23日発売 ISBN 978-4-04-065407-2